# Auern (Gemeinde Pyhra)
Auern ist eine Ortschaft und eine Katastralgemeinde der Marktgemeinde Pyhra im Bezirk St. Pölten-Land in Niederösterreich. Die Ortschaft hat 108 Einwohner (Stand 1. Jänner 2024).

## Geografie
Auern befindet sich im Tal der Perschling zwischen Pyhra und Wald und wird von der Landesstraße L5101 erschlossen.

## Geschichte
Im Jahr 1822 wurde der Ort als Dorf mit zwölf Häusern genannt, das nach Pyhra eingepfarrt war, wohin auch die Kinder eingeschult wurden. Die Herrschaft Thalheim besaß die Ortsobrigkeit, die Herrschaft Wald übte die Landgerichtsbarkeit aus und besorgte die Konskription. Die Untertanen und Grundholde des Ortes gehörten der Herrschaft Thalheim. Laut Adressbuch von Österreich waren im Jahr 1938 in Auern ein Gastwirt, ein Schmied, ein Wagner und einige Landwirte ansässig.